# 田村能里子
田村 能里子（たむら のりこ、1944年3月15日 - ）は、愛知県出身の洋画家、壁画家。

## 略歴
- 1944年 - 愛知県葉栗郡木曽川町（現・一宮市）に生まれる[2]。
- 1962年 - 愛知県立旭丘高等学校美術課程卒業[2]。
- 1966年 - 武蔵野美術大学油絵学科卒業。
- 1969年 - 結婚。田村姓となる。夫の赴任地であるインドに同行。
- 1982年 - 昭和会展優秀賞受賞。
- 1986年 - 文化庁芸術家在外研修員として中国に派遣、滞在。
- 1988年 - 西安の飯店に壁画制作。
- 1989年 - 中山競馬場のロビーに壁画制作、以後各地で壁画を制作する。
- 1999年 - JR東海名古屋駅ビルの壁画制作、テレビ東京でも壁画制作。
- 2003年 - ファンケルスクエアで壁画制作。
- 2005年 - マルホ株式会社創剤技術研究所に壁画「季のきらめき」を制作。
- 2012年 - ホテル椿山荘東京に壁画やアクリル画、デッサンを制作設置[2]。
- 2013年 - 福岡女子大学学生会館の壁画完成[2]。

## 著作
- エッセイ集 『陽だまりの女たち』（筑摩書房、1985年）
- 画文集 『女ひとりシルクロードを描く』（日本経済新聞社、1988年）
- 画集『日本郵船「飛鳥」壁画 季の奏』（文遊舎、1991年）
- 画文集 『風と沙と女たち』（日本経済新聞社、1994年）